# Marcus Schneck
Marcus Schneck (* 19. August 1975) ist ein ehemaliger deutscher Fußballspieler.

## Karriere
Marcus Schneck begann mit dem Fußballspielen beim ASV Horb. Als A-Jugendlicher wechselte er zu den Stuttgarter Kickers, kehrte jedoch zu seiner ersten Saison im Seniorenbereich nach Horb zurück und erzielte dort in der Landesliga Württemberg 24 Tore. Daraufhin folgte wiederum ein Wechsel zur Amateurmannschaft der Stuttgarter Kickers. Am  14. September 1996 gab Schneck sein Debüt im Profifußball, als er beim Heimspiel der Stuttgarter Kickers gegen den SV Waldhof Mannheim für Markus Sailer eingewechselt wurde und kurz darauf das Tor zum 2:0 erzielte.
Nach dieser Zeit war Schneck noch für den VfR Heilbronn, die TSG Balingen und den ASV Bildechingen aktiv.